# DayDreamer - Le ali del sogno
DayDreamer - Le ali del sogno (Erkenci Kuş) è un serial televisivo turco trasmesso su Star TV dal 26 giugno 2018 al 6 agosto 2019.
In Italia la serie è andata in onda su Canale 5 dal 10 giugno 2020 al 28 maggio 2021.

## Trama
La storia ruota attorno a Sanem Aydın, una giovane donna di un umile quartiere di Istanbul che sogna di diventare una scrittrice e di vivere nelle Galápagos. Quando la sua famiglia le fa credere che verrà promessa al suo vicino Muzaffer se non riuscirà a trovare un lavoro stabile, inizia a lavorare in una grande azienda pubblicitaria chiamata Fikri Harika, grazie a sua sorella Leyla, che è la segretaria di Emre Divit, il secondo figlio del proprietario, Aziz.
D'altra parte, Can Divit, il fratello maggiore di Emre, è un fotografo dallo spirito libero e famoso in tutto il mondo che torna per la festa di anniversario dell'azienda. Lì, scopre che suo padre ha una grave malattia, dal suo avvocato. Prima di partire per la sua vacanza (come dice ai suoi figli, non volendo rivelare di avere una malattia) gli chiede di dirigere la compagnia e trovare la talpa che sta aiutando Aylin, ex dipendente dell'azienda che ora ha fondato un'agenzia pubblicitaria tutta sua. Can non ha altra scelta che accettare, suscitando l'invidia di Emre, la vera talpa, nonché l'amante e il partner segreto di Aylin.
Durante la festa di anniversario dell'azienda, Sanem entra per caso in una stanza buia del teatro dove incontra Can, che la bacia appassionatamente nel buio scambiandola per la sua ragazza Polen. Dopo essere andata via, Sanem si rende conto di essersi innamorata follemente di quello sconosciuto e dandogli il nome in codice di Albatros, decide di scoprire la sua identità. Nel frattempo, Emre le fa credere che Can sia un uomo egoista che vuole aumentare il valore dell'azienda per venderla, al fine di convincere Sanem ad aiutarlo a sabotare l'azienda e ricattandola per aver pagato il debito di suo padre.
In questo modo, Sanem è intrappolata tra gli inganni ma, soprattutto, tra l'amore di due uomini: Albatros, che lei ama senza conoscerlo e Can, che odia, senza accettare di aver iniziato a provare qualcosa per lui; anche se non sospetta che i due siano la stessa persona. Can, che presto si innamora di lei e scopre che Sanem è la donna che ha baciato, decide di allontanarsi da lei quando, a causa delle bugie di Emre, finisce per credere che Sanem sia fidanzata con un altro uomo. Questa inevitabile storia d'amore verrà ostacolata da tanti personaggi che vogliono fare di tutto per separarli. Nonostante tante peripezie e sotterfugi, Can e Sanem si sposeranno e avranno tre gemelli: un maschio (Deniz) e due femmine (Yildiz e Ates).

## Episodi
| Stagione       | Episodi | Episodi | Prima TV originale | Prima TV Italia |
| Stagione       | Turchia | Italia  | Prima TV originale | Prima TV Italia |
| -------------- | ------- | ------- | ------------------ | --------------- |
| Prima stagione | 51      | 164     | 2018-2019          | 2020-2021       |

## Personaggi e interpreti
- Sanem Aydın Divit (episodi 1-51), interpretata da Demet Özdemir, doppiata da Joy Saltarelli.
- Can Divit (episodi 1-51), interpretato da Can Yaman, doppiato da Daniele Giuliani.
- Mevkibe Aydın (episodi 1-51), interpretata da Özlem Tokaslan, doppiata da Anna Cugini.
- Nihat Aydın (episodi 1-51), interpretato da Berat Yenilmez, doppiato da Stefano Thermes.
- Muzaffer "Zebercet" (Muzo) Kaya (episodi 1-51), interpretato da Cihan Ercan, doppiato da David Vivanti.
- Leyla Aydın (episodi 1-51), interpretata da Öznur Serçeler, doppiata da Ughetta d'Onorascenzo.
- Emre Divit (episodi 1-51), interpretato da Birand Tunca, doppiato da Enrico Chirico.
- Cengiz "CeyCey" Özdemir (episodi 1-51), interpretato da Anıl Çelik, doppiato da Davide Albano.
- Deren Keskin (episodi 1-51), interpretata da Tuğçe Kumral, doppiata da Benedetta Ponticelli.
- Ayhan Işık (episodi 1-39), interpretata da Ceren Taşçı, doppiata da Francesca Rinaldi.
- Güliz Yıldırım (episodi 1-39), interpretata da Sibel Şişman, doppiata da Olivia Costantini.
- Osman Işık (episodi 1-37), interpretato da Ali Yağcı, doppiato da Riccardo Scarafoni.
- Aysun Kaya (episodi 1-38), interpretata da Asuman Çakır, doppiata da Germana Savo.
- Ihsan, lo sciacallo (episodi 1-34), interpretato da Tugca Beker, doppiato da Fabrizio Picconi.
- Melahat (episodi 1-51), interpretata da Feri Baycu Güler, doppiata da Daniela Abruzzese.
- Aziz Divit (episodi 1, 40-49), interpretato da Ahmet Somers, doppiato da Dario Oppido.
- Metin Avukat (episodi 1-6, 12), interpretato da Tuan Tunalı, doppiato da Gabriele Vender.
- Rifat (episodi 1-3), interpretato da Oğuz Okul.
- Polen Ateş (episodi 1-36), interpretata da Kimya Gökçe Aytaç, doppiata da Gilberta Crispino.
- Arzu Taş (episodio 3; 50), interpretata da Ayşe Akın, doppiata da Elisa Carucci.
- Signora Remide (episodi 8, 40), interpretata da Aliye Uzunatağan, doppiata da Antonella Giannini.
- Levent (episodio 9), interpretato da Baki Çiftçi, doppiato da Stefano Crescentini.
- Hüma Divit Erdamar (episodi 26-50), interpretata da İpek Tenolcay, doppiata da Alessandra Cassioli.
- Yiğit Ateş (episodi 31-46), interpretato da Utku Ateş, doppiato da Daniele Raffaeli.
- Ceyda (episodi 21-28), interpretata da Gamze Topuz, doppiata da Beatrice Margiotti.
- Enzo Fabbri (episodi 3-29), interpretato da Özgür Özberk, doppiato da Fabrizio Russotto.
- Aylin Yüksel (episodi 1-29), interpretata da Sevcan Yaşar, doppiata da Angela Brusa.
- Mithat Aydın (episodi 37-39), interpretato da Taylan Erler, doppiato da Ambrogio Colombo.
- Deniz Keskin (episodi 40-48), interpretata da Başak Gümülcinelioğlu, doppiata da Giorgia Brunori.
- Mihriban Tayfuni (episodi 40-51), interpretata da Sevinç Erbulak, doppiata da Irene Di Valmo.
- Bulut Cevher (episodi 41-48), interpretato da Ahmet Olgun Sunaer, doppiato da Emanuele Ruzza.
- Selim (episodi 47-51), interpretato da İbrahim Coşkun, doppiato da Paolo Buglioni.
- Ayca (episodi 49-51), interpretata da Dilek Serbest.
- Max Mackinnon (episodi 23-29), interpretato da Gokhan Kurtoglu, doppiato da Stefano Valli.

## Merchandising
Dal luglio 2020 sul mercato italiano sono stati distribuiti in edicola i poster-calendari in maxi-formato da 16 mesi.
Da agosto viene anche distribuita la rivista magazine della serie, con anticipazioni e curiosità sui personaggi. Sempre in edicola sono usciti i DVD, contenenti i 158 episodi della serie, con un totale di 16 uscite.
Dopo la conclusione della soap, la rivista è diventata Dreams, dedicata alle altre soap turche di Canale 5.

## Riconoscimenti
45º Premio Farfalle d'Oro
- 2018: Premio come Miglior serie di commedia romantica per DayDreamer - Le ali del sogno (Erkenci Kuş)[10]
- 2018: Premio come Miglior attrice in una commedia romantica a Demet Özdemir[10]
- 2018: Premio come Miglior attore in una commedia romantica a Can Yaman[10]
- 2018: Candidatura come Miglior coppia di serie televisiva a Demet Özdemir e Can Yaman[10]

46º Premio Farfalle d'Oro
- 2019: Candidatura come Miglior serie di commedia romantica per DayDreamer - Le ali del sogno (Erkenci Kuş)[11]
- 2019: Candidatura come Miglior attrice in una commedia romantica a Demet Özdemir[11]
- 2019: Candidatura come Miglior attore in una commedia romantica a Can Yaman[11]
- 2019: Candidatura come Miglior coppia in una serie televisiva a Demet Özdemir e Can Yaman[11]